# Darja Andrejewna Sadkowa
Darja Andrejewna Sadkowa (russisch Да́рья Андре́евна Садко́ва; * 26. Juni 2008) ist eine russische Eiskunstläuferin. Sie startet im Einzellauf der Damen.

## Karriere
Sadkowa begann 2013 in ihrem Geburtsort Joschkar-Ola mit Eiskunstlauf. Nach dem Umzug nach Moskau trainierte sie bei Michail Magerowski bei ZSKA Moskau. Ab Beginn der Saison 2020/2021 trainierte Sadkowa in der Gruppe von Eteri Tutberidse. Sie nimmt regelmäßig an nationalen Wettbewerben wie dem Grand Prix Rossii teil.
2024 wurde Sadkowa mit dem russischen Meister des Sports ausgezeichnet. Sie wurde im Dezember 2024 in Omsk mit einer Gesamtpunktzahl von 234,69 Silbermedaillengewinnerin bei den russischen Meisterschaften.

## Programme
| Saison  | Kurzprogramm                                                         | Kür                                                                  |
| ------- | -------------------------------------------------------------------- | -------------------------------------------------------------------- |
| 2024/25 | - The House of the Rising Sun The Animals Interpretin Haley Reinhart | - Je t’aime Lara Fabian                                              |
| 2023/24 | - Bring Me to Life Evanescence                                       | - Hello - Someone like You - Rolling in the Deep Adele               |
| 2022/23 | - Concerto pour une voix Franck Pourcel                              | - Unchained Melody (Dance) / The Love Inside aus Ghost – Das Musical |
| 2021/22 | - Be Italian Interpretin: Fergie                                     | - Unchained Melody (Dance) / The Love Inside aus Ghost – Das Musical |